# Cutzamala de Pinzón
Cutzamala de Pinzón är en ort i Mexiko.   Den ligger i kommunen Cutzamala de Pinzón och delstaten Guerrero, i den södra delen av landet, 190 km sydväst om huvudstaden Mexico City. Cutzamala de Pinzón ligger 282 meter över havet och antalet invånare är 5 057.
Terrängen runt Cutzamala de Pinzón är kuperad österut, men västerut är den platt. Runt Cutzamala de Pinzón är det ganska tätbefolkat, med 60 invånare per kvadratkilometer. Närmaste större samhälle är Ciudad Altamirano, 15,3 km sydväst om Cutzamala de Pinzón. Omgivningarna runt Cutzamala de Pinzón är en mosaik av jordbruksmark och naturlig växtlighet.